# Kap Núñez
Das Kap Núñez ist der südwestliche Ausläufer der Núñez-Halbinsel an der Südküste Südgeorgiens.
Die Benennung datiert auf die Zeit vor 1912 und geht vermutlich auf Walfänger zurück, welche die Küste Südgeorgiens ansteuerten.